# Jacob D. Beam
Jacob Dyneley Beam (* 24. März 1908 in Princeton, New Jersey; † 16. August 1993 in Rockville, Maryland) war ein US-amerikanischer Diplomat, der unter anderem 1957 und 1961 Botschafter der Vereinigten Staaten in Polen, von 1966 bis 1969 Botschafter in der Tschechoslowakei sowie zwischen 1969 und 1973 Botschafter in der Sowjetunion war.

## Leben
Jacob Dyneley Beam war der Sohn von Jacob Beam, der als Professor für Germanistik an der Princeton University lehrte, und dessen Ehefrau Mary. Nach dem Besuch der Kent School begann er ein grundständiges Studium an der Princeton University, das er 1929 mit einem Bachelor of Arts (B.A.) beendete. Nachdem er von 1930 bis 1931 einen Studienaufenthalt an der University of Cambridge absolviert hatte, trat er nach seiner Rückkehr 1931 in den diplomatischen Dienst (Foreign Service) des US-Außenministeriums. Er war zunächst zwischen 1931 und 1934 als Vize-Konsul in Genf tätig sowie anschließend von 1934 bis 1940 als Dritter Sekretär an der Botschaft in Deutschland, ehe er zwischen 1941 und 1944 Zweiter Sekretär an der Botschaft im Vereinigten Königreich war. Während des Zweiten Weltkrieges wurde er 1944 als Politischer Berater zum Obersten Hauptquartier der Alliierten Expeditionsstreitkräfte SHAEF (Supreme Headquarters Allied Expeditionary Force) abgeordnet und verblieb in diesem auch nachdem es nach Kriegsende nach Deutschland verlegt wurde bis 1947. Im Anschluss fungierte er im Außenministerium zwischen 1947 und 1949 als Leiter des Referats Mitteleuropa sowie von 1949 bis 1951 als Generalkonsul in Jakarta. Nachdem er zwischen 1951 und 1952 Botschaftsrat an der Botschaft in der Sozialistischen Föderativen Republik Jugoslawien war, war er zwischen November 1952 und April 1953 kommissarischer Botschafter in der Sowjetunion. 1953 kehrte er ins Außenministerium zurück und war dort bis 1957 Mitarbeiter im Politischen Planungsstab (Policy Planning Staff) sowie zugleich 1955 Leiter des Referats Osteuropa beziehungsweise zwischen 1955 und 1957 stellvertretender Leiter der Unterabteilung Europa (Deputy Assistant Secretary for European Affairs).
Am 26. Juni 1957 wurde Beam zum Botschafter der Vereinigten Staaten in Polen ernannt und übergab dort am 9. August 1957 als Nachfolger von Joseph E. Jacobs seine Akkreditierung. Er verblieb auf diesem Posten bis zum 30. November 1961 und wurde daraufhin von John Moors Cabot abgelöst. Nachdem er anschließend von 1961 bis 1966 Mitarbeiter der Rüstungskontroll- und Abrüstungsbehörde ACDA (Arms Control and Disarmament Agency) war, erfolgte am 27. Mai 1966 seine Ernennung zum Botschafter in der Tschechoslowakei. Dort übergab er am 31. August 1966 sein Beglaubigungsschreiben und wurde Nachfolger von Outerbridge Horsey an. Er hatte dieses Amt bis zum 5. März 1969 inne, woraufhin Malcolm Toon seine dortige Nachfolge antrat. Zuletzt wurde er am 14. März 1969 zum Botschafter in der Sowjetunion ernannt und übergab dort am 18. April 1969 als Nachfolger von Llewellyn E. Thompson seine Akkreditierung. Er verblieb auf diesem Posten bis zum 24. Januar 1973 und schied daraufhin mit Erreichen der Altersgrenze von 65 Jahren aus dem diplomatischen Dienst. Sein Nachfolger als Botschafter in der Sowjetunion wurde Walter John Stoessel.
Beam, der sich auch für den Council on Foreign Relations engagierte, war daraufhin zwischen 1974 und 1977 noch Direktor der Rundfunkanstalt Radio Free Europe. Aus seiner Ehe mit Margaret Beam ging sein Sohn Alex Beam hervor, der als Journalist und Kolumnist unter anderem für die Tageszeitung The Boston Globe tätig war.

## Veröffentlichung
- A Multiple Exposure: An American Ambassador's Unique Perspective on East-West Issues, 1978